# Enigma (Serie de animación)
Enigma es una serie de televisión de animación francesa de 52 episodios de 26 minutos, creada por Eunice Alvarado Ellis, producida por Millésime Productions y M6 y transmitida por esta última desde el 30 de abril de 1997 en el programa M6 Kid.

## Argumento
Agatha Cherry, una chica pelirroja de trece años, es una colegiala en Summerfield. Al recibir bailarinas mágicas de un anciano chino, obtiene el poder de volar. Decide convertirse en una superheroína, Enigma, una vigilante enmascarada con capa negra, leotardo amarillo, guantes rojos y medias azules.
Equipada con su nueva identidad como vigilante, tendrá que enfrentarse a Fausto, un líder de una banda gótica que amenaza la ciudad.

## Personajes/voces[2]
| Personaje              | Voz original Francia | Actor de doblaje España |
| Agatha Cherry (Enigma) | Valérie Siclay       | Adriana Giménez         |
| Robert                 | Damien Boisseau      |                         |
| Carola                 | Dominique Chauby     |                         |
| Teddy                  | Alexandre Gillet     |                         |
| Sherlock               | Christophe Lemoine   |                         |
| Nikki                  | Vanina Pradier       |                         |
| Pinky                  | Jean-Jacques Nervest | Vicente Gil             |
| Tsing Pao              | Serge Lhorca         |                         |
| Vlad                   |                      | Fancesc Rocamora        |
| Block                  |                      | Rafael Turia            |

## Episodios

### Primera temporada[3]
1. Les dents de la taupe
2. Enigma contre Guido mains d'acier
3. Ville collante
4. Un sommeil en or
5. Enigma contre Tekno
6. Dernier métro pour Faust
7. Rouge rose et double Z
8. Le grand Gizmo
9. Que calor
10. Un philatéliste un peu timbré
11. Tarte à la crème
12. Monsieur Croquette
13. Super paparazzi
14. Les maîtres du temps
15. Trop beau pour être vrai
16. La revanche de l'homme singe
17. Le diffuseur de rire
18. Des éperons à Summerfield
19. L'anniversaire de Faust
20. Drôle de zèbre
21. Du rififi chez les Mac Beef
22. Billet doux
23. Le gang des Pères-Noël
24. Drôle de manège
25. Adrien voit rouge
26. Les termites et l'homme de verre

### Segunda temporada[3]
1. La maison du docteur Waxman
2. Micmac à la clinique Beausoleil
3. Enigma et le voleur d'images
4. La machine de Doc Mafflu
5. Un vilain haut en couleur
6. Enigma contre les Cabotronics
7. Walter Mango
8. Le mariage de Faust
9. Opération chlorophylle
10. Faust junior
11. Enigma contre Enigma
12. Crocus et les herbes folles
13. Mystères et boules de neige
14. La nuit des monstres - (Primera parte)
15. La nuit des monstres - (Segunda parte)
16. Chantage en vidéo
17. Le secret du piston précieux
18. Y'a plus de saisons
19. La revanche de Tartor
20. L'œil du dragon
21. L'extraterrestre
22. Oscar Nivore
23. Le trésor de Huatepec
24. La cérémonie des Oswalds
25. Les fiches pratiques du professeur Crime
26. Le complexe d'Enigma